# Mata (slaginstrument)
Een mata is een Surinaams muziekinstrument in de vorm van een houten vijzel, waarmee tijdens het stampen ritmisch begeleiding wordt gegeven. De mata wordt vrijwel niet meer gebruikt.

## Geschiedenis
De mata werd gebruikt tijdens de slavernijperiode bij het zingen tijdens de koffieproductie, die zijn hoogtij kende van 1750 tot 1820. Tijdens de productie werden de koffiebonen met de mata tiki in de koffiemat gestampt. De vijzel werd ook gebruik voor het stampen van rijst en cassave en was voor zulke werkzaamheden in heel West-Afrika bekend. De mata wordt door de veranderde omstandigheden vrijwel niet meer gebruikt.